# اسب‌ها و آدم‌ها
اسب‌ها و آدم‌ها (ایسلندی: Hross í oss) یک فیلم ایسلندی به کارگردانی بندیکت ارلینگسون است که در سال ۲۰۱۳ منتشر شد. این فیلم نماینده ایسلند در بخش فیلم خارجی جوایز اسکار ۲۰۱۴ بود که برای مسابقه نهایی نامزد نشد. بندیکت ارلینگسون برای کارگردانی این فیلم برنده جایزه بهترین کارگردانی از جشنواره توکیو و جشنواره فیلم اوراسیا شده است.
اسب‌ها و آدم‌ها فیلمی شاعرانه است که رابطه انسان و طبیعت و حیوان را در طبیعت چشم‌نواز ایسلند به تصویر می‌کشد.